# ایوانکیف رایون
ایوانکیف رایون (اوکراینی: Іванківський район) منطقه ای از استان کیف در اوکراین بود. مرکز اداری آن شهرک ایوانکیف بود. این منطقه در ۱۸ ژوئیه ۲۰۲۰ به عنوان بخشی از اصلاحات اداری اوکراین حذف شد که تعداد رایون‌های استان کیف را به ۷ کاهش داد. با این تغییر، منطقه ایوانکیف رایون با رایون ویشهرود ادغام شد.
این منطقه در سال ۱۹۸۶ پس از انحلال رایون چرنوبیل به دلیل فاجعه چرنوبیل گسترش یافت. از این پس ایوانکیف رایون قلمرو سابق منطقه خالی از سکنه را که عمدتاً بخشی از منطقه بیگانگی است و تحت نظارت سرویس اضطراری دولتی اوکراین است، اداره می‌کرد.